# مانتان مورلند
مانتان مورلند (انگلیسی: Mantan Moreland؛ ۳ سپتامبر ۱۹۰۲ – ۲۸ سپتامبر ۱۹۷۳) یک هنرپیشه و کمدین اهل ایالات متحده آمریکا بود.
از فیلم‌ها یا برنامه‌های تلویزیونی که وی در آن نقش داشته است می‌توان به عنکبوت و در لباسی خیره‌کننده اشاره کرد.